# Ruta nacional PE-1N

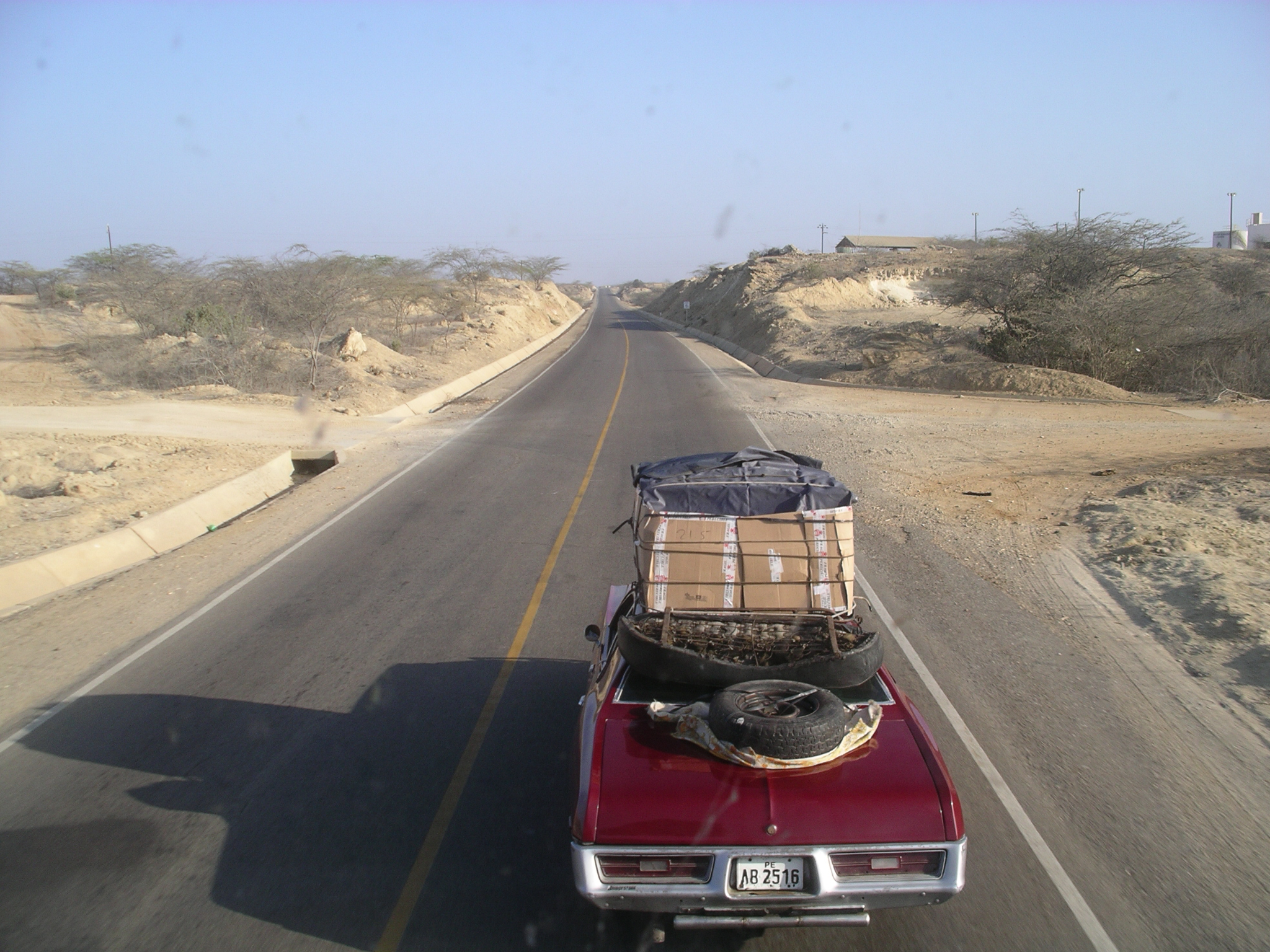
Carretera Panamericana Norte, Carretera Nacional 1N, tramo Sullana-Talara.

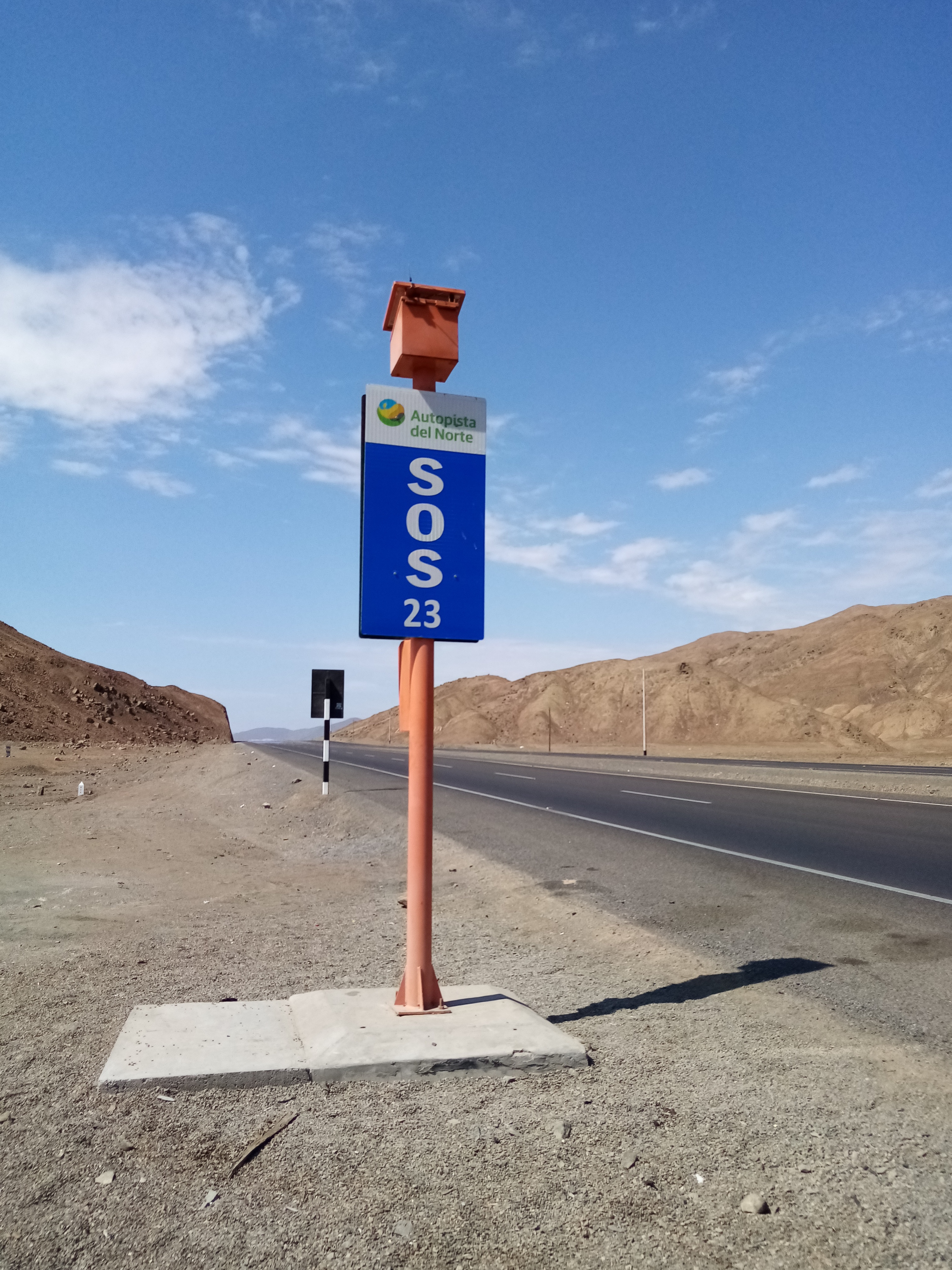
Poste SOS 23, Áncash, Carretera Panamericana, Autopista Panamericana Norte, Carretera Nacional 1N del Perú.

La Panamericana Norte, Longitudinal de la Costa Norte o Ruta nacional PE-1N es la denominación que se le conoce a la carretera Panamericana en el norte del Perú. Forma parte de la Carretera Panamericana, recorriendo desde Lima hasta la frontera con el Ecuador. Tiene seis variantes y siete ramales. Está conformado por las rutas PE-1N A (variante), PE-1N B (ramal), PE-1N D (variante), PE-1N E (ramal), PE-1N G (ramal), PE-1N I, PE-1N J (variante), PE-1N K (ramal), PE-1N L (ramal), PE-1N M (variante), PE-1N N (ramal), PE-1N Ñ (variante), PE-1N O (ramal), PE-1N Q (variante), PE-1N R, PE-1N S y PE-1N T.
Entre los años 2013 y 2016 se registraron 1794 siniestros viales.

## Recorrido
- Lima (autopista)
- Áncash (autopista)
- La Libertad (autopista)
- Lambayeque (Carretera)
- Piura (Carretera)
- Tumbes (Carretera)

## Longitud
La Panamericana Norte tiene una longitud de 1.141,30 km completamente asfaltados. Su recorrido se distribuye de la manera siguiente:
- 206.60 km en Lima
- 235.20 km en Áncash
- 252.70 km en La Libertad
- 187.20 km en Lambayeque
- 259.60 km en Piura y Tumbes

## Concesionarias
- Lima Expresa: Pte. Santa Anita - Óvalo Habich.[4]
- Rutas de Lima: Óvalo Habich - Intercambio Vial Ancón.[5]
- Norvial: Intercambio Vial Ancón - Intercambio Vial Pativilca Norte.[6]
- Autopistas del Norte: Intercambio Vial Pativilca Norte - Óvalo Haya de La Torre, Moche, Trujillo.[7]
- Concesionaria Vial del Sol (COVISOL): Óvalo Haya de La Torre, Moche, Trujillo - Óvalo Las Capullanas, Sullana.[8]

## Zonas Turísticas y lugares de interés
- Ciudad de Tumbes
- Playas de Punta Sal
- Balneario de Máncora
- Museo del Señor de Sipán de Lambayeque
- Balneario de Huanchaco
- Ciudad de Trujillo
- Área arqueológica de Moche
- Ciudad y parque ecológico de Chimbote
- Ciudad de Huarmey
- Ciudad de Huacho
- Ciudad, balneario y Castillo en Chancay
- Balneario y ciudad de Ancón
- Megaplaza y Plaza Norte
- Zona Monumental del Rímac
- Centro Histórico de Lima (Cercado y el Rímac)